# Aponogeton cordatus
Aponogeton cordatus är en enhjärtbladig växtart som beskrevs av Henri Lucien Jumelle. Aponogeton cordatus ingår i släktet Aponogeton och familjen Aponogetonaceae. Inga underarter finns listade.